# حسن زعيتر
حسن منير أبو زعيتر (14 نوفمبر 1994-14 نوفمبر 2023) هو رياضي فلسطيني، ولد في مخيم جباليا شمال مدينة غزة، كان معلم تربية رياضية و لاعب نادي الصداقة والمنتخب الوطني لكرة الطائرة الفلسطينية. حصل على بطل دوري جوال لكرة الطائرة عام 2019 في قطاع غزة.
أُغتيل في 14 نوفمبر 2023 خلال قصف القوات الجوية الإسرائيلية منزله الكائن في مخيم جباليا بقطاع غزة رداً على عملية طوفان الأقصى.
ضجت مواقع التواصل بخبر استشهاده وصديقه إبراهيم فكتب أحدهم: "الصديق حسن زعيتر يلتحق بزميله وصديقه الشهيد إبراهيم قصيعة، سبحان الله وكأن العهد أن نكون معاً، الله يرحمك يا إبراهيم، ويرحمك يا حسن.
ونعاه الإتحاد الفلسطيني في بيان: "ببالغ الحزن وعظيم الفخر والإعتزاز ينعى الإتحاد الفلسطيني للكرة الطائرة وأسرة اللعبة في الوطن، شهيدي المنتخب الوطني ونادي الصداقة حسن زعيتر وإبراهيم قصيعة اللذين استشهدا إثر القصف الهمجي على مخيم جباليا بقطاع غزة"